# شیعیان سنگاپور

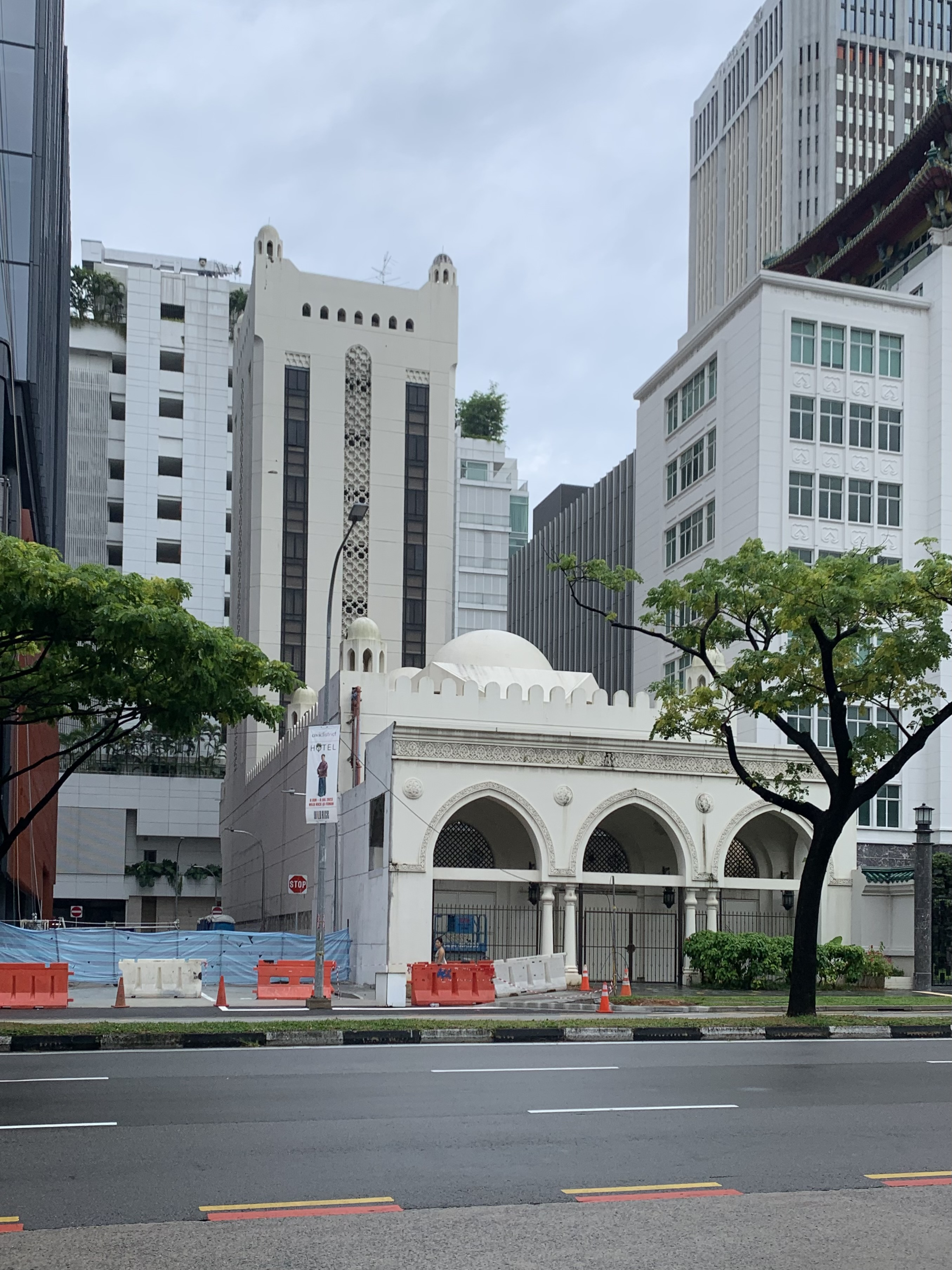
مسجد البرهانی در سنگاپور

شیعیان سنگاپور جمعیت کوچکی را تشکیل می‌دهند. سابقه حضور شیعیان در آن کشور به قبل از جنگ جهانی باز می‌گردد. در سال‌های اخیر مهاجرت بیشتری از سوی شیعیان نقاط مختلف جهان صورت گرفته. شیعیان هم‌اکنون دارای مسجد در این کشور هستند.
عمده شیعیان سنگاپور اثنی عشری هستند.
حدود هزار نفر از فرقه بهره داوودی در این کشور ساکن اند.